# Савина (Тобольский район)
Савина — деревня в Тобольском районе Тюменской области России. Входит в состав Овсянниковского сельского поселения.

## География
Деревня находится в северной части Тюменской области, в пределах Западно-Сибирской равнины, на левом берегу реки Ерек, к западу от реки Иртыш, на расстоянии примерно 2 километров (по прямой) к западу от города Тобольска, административного центра района.
Климат
Климат характеризуется как резко континентальный, с длительной морозной зимой и коротким тёплым летом. Средняя многолетняя температура самого холодного месяца (января) составляет −18,6 °С (абсолютный минимум — −49 °С), температура самого тёплого (июля) — 17,6 °С (абсолютный максимум — 38 °С). Безморозный период длится в течение 111 дней. Среднегодовое количество осадков — 200—427 мм, из которых около 70 % приходится на период с мая по сентябрь. Снежный покров держится в среднем 156 дней.
Часовой пояс
Деревня Савина, как и вся Тюменская область, находится в часовой зоне МСК+2. Смещение применяемого времени относительно UTC составляет +5:00.

## Население
| 2010 |
| ---- |
| 121  |

Половой состав
По данным Всероссийской переписи населения 2010 года в гендерной структуре населения мужчины составляли 55,4 %, женщины — соответственно 44,6 %.
Национальный состав
Согласно результатам переписи 2002 года, в национальной структуре населения русские составляли 90 % из 113 чел.